# Фінал кубка Англії з футболу 1963
Фінал кубка Англії з футболу 1963 — 82-й фінал найстарішого футбольного кубка у світі. Учасниками фіналу були «Манчестер Юнайтед» і «Лестер Сіті». Володарем кубкового трофею став «Манчестер Юнайтед».

## Шлях до фіналу
| «Манчестер Юнайтед» | «Манчестер Юнайтед» | «Манчестер Юнайтед»      | Раунд           | «Лестер Сіті»   | «Лестер Сіті» | «Лестер Сіті»            |
| ------------------- | ------------------- | ------------------------ | --------------- | --------------- | ------------- | ------------------------ |
| Суперник            | Результат           | Матчі                    |                 | Суперник        | Результат     | Матчі                    |
| «Гаддерсфілд Таун»  | 5—0                 | 5—0 вдома                | Третій раунд    | «Грімсбі Таун»  | 3—1           | 3—1 на виїзді            |
| «Астон Вілла»       | 1—0                 | 1—0 вдома                | Четвертий раунд | «Іпсвіч Таун»   | 3—1           | 3—1 вдома                |
| «Челсі»             | 2—1                 | 2—1 вдома                | П'ятий раунд    | «Лейтон Орієнт» | 1—0           | 1—0 на виїзді            |
| «Ковентрі Сіті»     | 3—1                 | 3—1 на виїзді            | Шостий раунд    | «Норвіч Сіті»   | 2—0           | 2—0 на виїзді            |
| «Саутгемптон»       | 1—0                 | 1—0 на нейтральному полі | 1/2 фіналу      | «Ліверпуль»     | 1—0           | 1—0 на нейтральному полі |

## Матч
| 25 травня 1963 |

| Манчестер Юнайтед     | 3:1      | Лестер Сіті |
| --------------------- | -------- | ----------- |
| Лоу 30' Герд 57', 85' | Протокол | Кейворт 80' |

| Вемблі, Лондон Глядачів: 99 604 Арбітр: Кен Астон |

|  |  |

|                  |  |                   |  |
|                  |  |                   |  |
| В                |  | Девід Гаскелл     |  |
| З                |  | Ноел Кантвелл (к) |  |
| З                |  | Тоні Данн         |  |
| ПЗ               |  | Моріс Сеттерс     |  |
| ПЗ               |  | Білл Фоулкс       |  |
| ПЗ               |  | Пет Креранд       |  |
| Н                |  | Боббі Чарлтон     |  |
| Н                |  | Деніс Лоу         |  |
| Н                |  | Девід Герд        |  |
| Н                |  | Альберт Квіксолл  |  |
| Н                |  | Джонні Джайлс     |  |
| Головний тренер: |  |                   |  |
| Метт Басбі       |  |                   |  |

|                  |  |                   |  |
|                  |  |                   |  |
| В                |  | Гордон Бенкс      |  |
| З                |  | Річі Норман       |  |
| З                |  | Джон Сйоберг      |  |
| ПЗ               |  | Колін Еплтон (к)  |  |
| ПЗ               |  | Іан Кінг          |  |
| ПЗ               |  | Френк Маклінток   |  |
| Н                |  | Майк Спрінгфеллоу |  |
| Н                |  | Дейв Гібсон       |  |
| Н                |  | Кен Кейворт       |  |
| Н                |  | Грем Кросс        |  |
| Н                |  | Говард Райлі      |  |
| Головний тренер: |  |                   |  |
| Метт Гілліс      |  |                   |  |